# Lijst van burgemeesters van Gilze en Rijen
Dit is een lijst van burgemeesters van de Nederlandse gemeente Gilze en Rijen in de provincie Noord-Brabant.
| Ambtsperiode | Naam burgemeester | Partij of stroming | Bijzonderheden                                                        |
| ------------ | --- | ------------------ | --------------------------------------------------------------------- |
| 18?? - 1829  | Frans Mauritius (F.M.) Clement van Steensel |                    | schout/burgemeester                                                   |
| 1829 - 1850  | Adrianus (A.) Hoevenaars |                    |                                                                       |
| 1850 - 1877  | W.J. Mol |                    |                                                                       |
| 1877 - 1901  | W.J. Hoevenaars |                    |                                                                       |
| 1901 - 1933  | Gerrit (G.J.) van Poppel |                    |                                                                       |
| 1933 - 1941  | Jos (J.C.M.) Sweens | RKSP               |                                                                       |
| 1941         | dr. mr. H.A.F. Lijnkamp |                    | waarnemend, later burgemeester van Bergen op Zoom                     |
| 1941         | Marcel (M.Ch.O.M.R.) Magnée |                    | waarnemend, later waarnemend burgemeester van Bergeijk en Luyksgestel |
| 1941 - 1946  | J.M.H. Klardie vanwege ziekte van Klardie was Ernest (E.C.A.) baron van Hövell tot Westervlier en Wezeveld van 1942 tot 1943 en opnieuw van 1944 tot 1945 waarnemend burgemeester |                    |                                                                       |
| 1946 - 1965  | E.L.H.M. van Mierlo |                    |                                                                       |
| 1966 - 1973  | Jan (J.J.F.) Krol | KVP                |                                                                       |
| 1973 - 1983  | P.G. Ballings |                    |                                                                       |
| 1983 - 2001  | Ton (A.M.J.C.) Aarts | CDA                |                                                                       |
| 2001 - 2010  | René (R.H.) Roep | CDA                |                                                                       |
| 2010 - 2011  | Jan (A.J.W.) Boelhouwer | PvdA               | waarnemend                                                            |
| 2011 - 2012  | Marja (M.P.) Heerkens | PvdA               |                                                                       |
| 2012         | André (A.F.W.) Osterloh | PvdA               | waarnemend                                                            |
| 2012 - 2020  | Jan (A.J.W.) Boelhouwer | PvdA               | vanaf 1 april 2020 waarnemend                                         |
| 2020 - heden | Derk (D.A.) Alssema | CDA                | [ 4 ]                                                                 |